# DDR-Mannschaftsmeisterschaft im Schach 1968
Bei der DDR-Mannschaftsmeisterschaft im Schach 1968 holte die Schachgemeinschaft Leipzig den Titel und gewann die DDR-Mannschaftsmeisterschaft.
Gespielt wurde ein Rundenturnier, wobei jede Mannschaft gegen jede andere jeweils acht Mannschaftskämpfe an acht Brettern austrug, dem sogenannten Scheveninger System. Insgesamt waren es 48 Mannschaftskämpfe, also 384 Partien. Bei jeder Mannschaft musste mindestens ein Junior (bis 20 Jahre) mitspielen. Sechs Teilnehmer der Deutschen Jugendmeisterschaft 1967 traten an. Jüngster Teilnehmer war Rainer Knaak, der mit 14 Jahren Bezirksmeister der Männer in Cottbus wurde. Die Deutsche Meisterin Waltraud Nowarra spielte für Dresden.

## DDR-Mannschaftsmeisterschaft 1968

### Kreuztabelle der Sonderliga (Rangliste)
|   | Verein       | 1    | 2    | 3    | 4    | Punkte |
| - | ------------ | ---- | ---- | ---- | ---- | ------ |
| 1 | SG Leipzig   |      | 34,5 | 37,0 | 43,0 | 114,5  |
| 2 | DAW Berlin   | 29,5 |      | 31,5 | 45,5 | 106,5  |
| 3 | Buna Halle   | 27,0 | 32,5 |      | 45,5 | 105,0  |
| 4 | Post Dresden | 21,0 | 18,5 | 18,5 |      | 058,0  |

### Die Meistermannschaft
| 1.            | Schachgemeinschaft Leipzig |
| Schachfiguren | Alphabetische Reihenfolge: Manfred Böhnisch, Gottfried Braun, Ullrich Brümmer, Manfred Müller, Detlef Neukirch, Wolfgang Pietzsch, Bernd Schmitz, Manfred Schöneberg, Lothar Vogt, Bernd Weber |

### Oberliga
Lok Rostock zog seine Mannschaft nach sechs Runden zurück und wurde aus der Wertung genommen.
| Platz | Verein                    | Punkte |
| ----- | ------------------------- | ------ |
| 1     | DAW Berlin II             | 82,5   |
| 2     | SG Leipzig II             | 81,0   |
| 3     | Motor SO Magdeburg        | 70,5   |
| 4     | Post Dresden II           | 65,0   |
| 5     | Chemie Lützkendorf        | 63,0   |
| 6     | Wissenschaft Potsdam      | 58,5   |
| 7     | Lok Dresden               | 56,5   |
| 8     | ASG / HSG Greifswald      | 51,0   |
| 9     | Motor IFA Karl-Marx-Stadt | 48,0   |

### DDR-Liga
| Platz | Verein                 | Punkte |
| ----- | ---------------------- | ------ |
| 01    | Chemie Piesteritz      | 86,5   |
| 02    | Buna Halle II          | 86,0   |
| 03    | Aufbau Börde Magdeburg | 84,5   |
| 04    | Einheit Friesen Berlin | 81,0   |
| 05    | „German Titow“ Berlin  | 71,0   |
| 06    | Lok Pankow             | 68,5   |
| 07    | HSG TH Magdeburg       | 63,0   |
| 08    | Rotation Schwedt       | 62,5   |
| 09    | Veritas Wittenberge    | 59,5   |
| 10    | Lok Stralsund          | 57,5   |

| Platz | Verein                    | Punkte |
| ----- | ------------------------- | ------ |
| 01    | Lok Mitte Leipzig         | 96,0   |
| 02    | Motor Gohlis Nord Leipzig | 80,5   |
| 03    | Lok Karl-Marx-Stadt       | 77,5   |
| 04    | Chemie Schwarzheide       | 73,5   |
| 05    | EVB Erfurt                | 71,5   |
| 06    | Lok Gera                  | 68,0   |
| 07    | Aufbau Mitte Dresden      | 67,5   |
| 08    | Motor Görlitz             | 66,5   |
| 09    | Pentacon Dresden          | 64,5   |
| 10    | Motor Weimar              | 54,5   |

## DDR-Mannschaftsmeisterschaft der Frauen 1968
Die Meisterschaft der Oberliga wurde durch den Spielausfall zwischen Aue und Potsdam am letzten Spieltag überschattet. Potsdam wurde daraufhin zunächst disqualifiziert, dies später aber von der Rechtskommission aufgehoben. Erst Ende Oktober 1968 wurde die Begegnung nachgeholt, wobei Potsdam inzwischen durch Abgänge geschwächt war. Der klare Sieg für Aue beeinflusste den Abstiegskampf vor allem zu Ungunsten der Berliner Mannschaft. Da sich jedoch Potsdam zur folgenden Saison abmeldete, blieben die Berlinerinnen – jetzt als DAW Berlin startend – doch in der Oberliga.

### Oberliga
| Platz | Verein                | Punkte |
| ----- | --------------------- | ------ |
| 1     | Lok Dresden           | 56,0   |
| 1     | Buna Halle            | 56,0   |
| 3     | Wissenschaft Leipzig  | 49,0   |
| 4     | Lok Erfurt            | 41,0   |
| 5     | Empor Potsdam         | 40,0   |
| 6     | Wismut Aue            | 39,0   |
| 7     | Rotation Kunst Berlin | 38,5   |
| 8     | Buna Halle II         | 16,5   |

Den Stichkampf um die DDR-Meisterschaft gewann Buna Halle gegen Lok Dresden mit 8:4.

### DDR-Liga
| Platz | Verein                  | Punkte |
| ----- | ----------------------- | ------ |
| 1     | Einheit Schwerin        | 31,5   |
| 2     | Chemie Leuna            | 28,5   |
| 3     | Wissenschaft Leipzig II | 25,5   |
| 4     | Aufbau Börde Magdeburg  | 21,0   |
| 5     | Post Ludwigslust        | 13,5   |

| Platz | Verein              | Punkte |
| ----- | ------------------- | ------ |
| 1     | Motor Weimar        | 42,5   |
| 2     | Buna Halle III      | 37,0   |
| 3     | Lok Karl-Marx-Stadt | 36,5   |
| 4     | Lok Greiz           | 28,0   |
| 5     | Eintracht Seiffen   | 22,5   |
| 6     | TSG Gröditz         | 13,5   |

## Jugendmeisterschaften
| Altersklasse | männlich   | weiblich   |
| ------------ | ---------- | ---------- |
| Schüler      | Lok Erfurt | Buna Halle |
| Jugend       | SG Leipzig | Buna Halle |